# Reggie Johnson
Reginald „Reggie” Johnson (ur. 25 czerwca 1957 w Atlancie) – amerykański koszykarz, występujący na pozycjach silnego skrzydłowego oraz środkowego, mistrz NBA z 1983 roku.

## Osiągnięcia
Na podstawie, o ile nie zaznaczono inaczej.
NCAA
- Uczestnik turnieju NCAA (1977–1980)
- Mistrz:
  - turnieju konferencji Southeastern (SEC – 1979)
  - sezonu regularnego SEC (1977)
- Zaliczony do:
  - I składu:
    - All-America (1979, 1980 przez Helms Fundation)
    - konferencji SEC (1978–1980)

  - II składu All-America (1980 przez Converse)
  - składu 20. najlepszych zawodników wieku, w historii drużyny Tennessee Volunteers (luty 2009)
- Laureat nagrody Chick-fil-A SEC Basketball Legends (1999)
- Lider SEC w skuteczności rzutów z gry (1977 – 64,5%)

NBA
- Mistrz NBA (1983)[1]

Inne
- Mistrz Katalonii (1987–1989)
- Wicemistrz Hiszpanii (1987, 1990)
- Zdobywca Pucharu:
  - Pucharu:
    - Koracia (1990)
    - Księcia Hiszpanii (1987, 1989)

  - Superpucharu Hiszpanii (1987)
- Finalista:
  - Pucharu:
    - Saporty (1988)
    - Hiszpanii (1986, 1987, 1990)

  - Superpucharu Hiszpanii (1988)
- Awans do najwyższej klasy rozgrywkowej we Włoszech (Serie A1 – 1991)
- Uczestnik meczu gwiazd ACB (1988)